# NGC 4931
NGC 4931 (другие обозначения — UGC 8154, MCG 5-31-114, ZWG 160.118, DRCG 27-164, PGC 45055, GMP 1176) — линзообразная галактика (S0) в созвездии Волосы Вероники.
Галактика наблюдается с ребра и имеет форму диска, несмотря на это, в её профиле поверхностной яркости доминирует балдж, а не диск. её гало тёмной материи описывается профилем Наварро — Френка — Уайта, для галактики в целом отношение массы к светимости составляет 2,0 M⊙/L⊙.
Этот объект входит в число перечисленных в оригинальной редакции «Нового общего каталога».